# Салту-ду-Итараре
Салту-ду-Итараре (порт. Salto do Itararé) — муниципалитет в Бразилии, входит в штат Парана. Составная часть мезорегиона Север Пиунейру-Паранаэнси. Входит в экономико-статистический микрорегион Венсеслау-Брас. Население составляет 4950 человек на 2006 год. Занимает площадь 200,517 км². Плотность населения — 24,7 чел./км².

## История
Город основан в 1960 году.

## Статистика
- Валовой внутренний продукт на 2003 год составляет 24 942 474,00 реалов (данные: Бразильский институт географии и статистики).
- Валовой внутренний продукт на душу населения на 2003 год составляет 4774,59 реалов (данные: Бразильский институт географии и статистики).
- Индекс развития человеческого потенциала на 2000 год составляет 0,695 (данные: Программа развития ООН).

## География
Климат местности: субтропический. В соответствии с классификацией Кёппена, климат относится к категории Cfa.